# Les Murray
Leslie Allan Murray (Nabiac, Australia, 17 de octubre de 1938-Taree, Australia, 29 de abril de 2019), conocido como Les Murray, fue un poeta, antólogo y crítico australiano. 

## Biografía
Su carrera abarca más de cuarenta años, y publicó cerca de 30 libros de poesía, así como dos novelas verso y colecciones de sus escritos en prosa. Su poesía ganó numerosos premios y era considerado como "el poeta australiano líder de su generación". También estuvo involucrado en varias controversias sobre su carrera y fue calificado por el Fideicomiso Nacional de Australia como uno de los 100 tesoros vivientes australianos.